# قدریجان
قدریجان (۱۹۱۱ – ۹ اوت ۱۹۷۲) شاعر، سیاستمدار، داستان‌نویس، مقاله‌نویس و مترجم کرد بود. او در سال ۱۹۱۱ در شهر دیرک در نزدیکی ماردین به دنیا آمد. او به عنوان پدر شعر نو کردی شناخته می‌شود.

## زندگی‌نامه
قدریجان در سال ۱۹۱۱ در خانواده کرد در شهر دریک استان ماردین به دنیا آمد او تحصیلات ابتدایی خود را در محل زندگی خود گذراند و سپس به برای ادامه تحصیل به قونیه رفت او پس شکست شورش شیخ سعید به همراه خانواده خود به سوریه گریخت و در آنجا به تدریس زبان کردی پرداخت او در سوریه با دیگران روشنفکران کرد که در سوریه بودن مانند عثمان صبری و جگرخوین و عبدالرحمان قاسملو ارتباط برقرار کرد و همچنین او یکی از نویسندگان مجله هاوار بود و با مجله روناهی نیز هکاری داشت اشعار او گاه در این دو مجله چاپ میشدن قدریجان یکی از اولین شاعران کرد بود که به سبک شعر آزاد مدرن شعر سرود. شعر او شبیه مایاکوفسکی و ناظم حکمت است و با شعرش سوسیالیسم را ترویج می‌کند. او علاوه بر شعر، داستان‌های کوتاه و زندگی‌نامه نیز می‌نوشت.
او در سال ۱۹۷۲ در دمشق از دنیا رفت در همان‌جا نیز به خاک سپرده شد.